# Фітоценотипи популяційні
Фітоценотипи популяційні — категорія популяцій, що розрізніються по їх ролі у житті угруповання (середовищеутворюючій дії, ступеню впливу на популяції інших видів і т. д.).
Таким чином, один і той же вид може бути віднесений до різних Ф. п. Одну з перших класифікацій Ф. п. під назвою «динамічна поведінка» (фр. comportement dynamogenetique) було висунуто у 1922 році Ж Браун-Бланке і Павійяром (фр. Braun-Blanquet, Pavillard), які розрізняли популяції едіфікатори (будівельники), консерватори (підтримуючі), консолідатори (зміцнювальні), нейтральні та деструктори (руйнівники). Ця схема була перероблена і доповнена у 1924 році Г. І. Поплавською та 1926 року В. М. Сукачовим, які розрізняли едифікатори (популяції, здатні бути будівельниками основних ярусів фітоценозу), соедіфікатори (популяції, які спільно з едіфікаторними популяціями утворюють основний ярус) і ассектатори (популяції, мало впливають на середовище фітоценозу).
Едифікатори, крім того, поділяються на аутохтонні і дегресивні (за місцем в динаміці спільноти незалежно від рясності), а ассектатори і соедіфікатори — на едіфікаторофіли і едіфікаторофоби (за місцем у системі взаємовпливів незалежно від рясності). Цікаву систему фітоценотипів популяційних, що розвивала погляди В. М. Сукачова, було запропоновано в 1947 р С. Я. Соколовим, який всередині кожної градації категорій В. М. Сукачова розрізняв ще три типи за тенденціями поведінки в  сукцесіонному розвитку (прогресивні, регресивні і стійкі популяції даного біоценозу), а також автохтонні та антропогенні види.
Найбільш розгорнуту класифікацію Ф. п. дав Ю. Р. Шеляг-Сосонко, що розрізняв п'ять щаблів ієрархії Ф. п. з 20 Ф. п. на нижчому рівні. Не слід плутати Ф. п. і категорії популяції по великій рясносці видів (див. Домінанти), адже якщо другі фіксуються навіть при маршрутному геоботанічному дослідженні, то перші навіть для найпростішої схеми (наприклад. В. М. Сукачова) вимагають постановки спеціальних стаціонарних і навіть експериментальних досліджень. Встановлення Ф. п. при маршрутному дослідженні, як правило, неправомірно. Крім того, якщо у всякому співтоваристві можуть бути домінанти (напр. пустельному), то далеко не завжди до його складу входять едифікатори.